# Lonay
Lonay je obec na jihozápadě Švýcarska, v okrese Morges v kantonu Vaud. Žije zde přibližně 2 600 obyvatel.

## Geografie
Lonay leží v nadmořské výšce 416 m, vzdušnou čarou 2,5 km severovýchodně od okresního města Morges. Obec se nachází na jižním svahu nad údolím potoka Le Bief, v panoramatické poloze asi 50 metrů nad hladinou Ženevského jezera.
Území obce o rozloze 3,7 km² se rozkládá v části střední části kantonu Vaud severně od Ženevského jezera. Území obce se rozkládá od dolního toku potoka Bief v široké údolní depresi, kterou protínají hlavní silnice, směrem na sever přes svah Lonay až k otevřené kotlině u pramene potoka Bief. Tato kotlina je na východě lemována náhorní plošinou Echichens a na západě kopcem Crêt Blanc, kde se nachází nejvyšší bod Lonay ve výšce 475 metrů nad mořem. V roce 1997 tvořila 31 % rozlohy obce zastavěná plocha, 7 % lesy a lesní porosty, 61 % zemědělství a o něco méně než 1 % neproduktivní půda.
K Lonay patří vesnice Roman (436 m n. m.) na svahu západně od obce a několik obchodních a průmyslových areálů v údolí Bief. Sousedními obcemi jsou Morges, Echichens, Bremblens, Echandens, Denges a Préverenges.

## Historie

Letecký pohled (1959)

Nálezy římských a raně středověkých hrobů svědčí o raném osídlení území obce. První písemná zmínka o obci pochází z roku 1177 pod současným názvem Lonay. Název Losnai se objevuje v roce 1213. Název místa se odvozuje od latinského osobního jména Lonius.
Katedrální kapitula v Lausanne a opatství Lac de Joux (L’Abbaye) měly v Lonay velká pozemková vlastnictví. Lonay bylo rozděleno na četná léna. Po dobytí Vaudu Bernem v roce 1536 přešla obec pod správu panství Morges. Po pádu Staré konfederace patřila obec v letech 1798–1803 v období helvétského soustátí ke kantonu Léman, který byl poté po vstupu v platnost Ústavy o zprostředkování sloučen s kantonem Vaud. V roce 1798 byla obec přiřazena k okresu Morges.

## Obyvatelstvo
| Rok            | 1850 | 1900 | 1910 | 1930 | 1950 | 1960 | 1970 | 1980 | 1990 | 2000 |
| Počet obyvatel | 439  | 462  | 441  | 406  | 534  | 1000 | 1172 | 1199 | 1483 | 1900 |

Z celkového počtu obyvatel je 84,7 % francouzsky mluvících, 5,8 % německy mluvících a 3,1 % italsky mluvících (k roku 2000). V roce 1850 žilo v Lonay celkem 439 obyvatel a v roce 1900 462 obyvatel. Od roku 1950 (534 obyvatel) počet obyvatel rychle roste, během 50 let se zčtyřnásobil.

## Hospodářství
Až do poloviny 20. století bylo Lonay převážně zemědělskou obcí. I dnes hraje zemědělství a vinařství na svazích v okolí Lonay důležitou roli v obživě obyvatel.
Prvním řemeslným podnikem v obci byla cihelna založená v roce 1437, která byla v roce 1880 mechanizována a až do ukončení činnosti v roce 1913 patřila k nejvýznamnějším v západním Švýcarsku. Od 70. let 20. století vzniklo v údolí pod Lonay podél hlavních dopravních tras několik průmyslových a obchodních zón, které poskytují četná pracovní místa. Patří mezi ně podniky z oblasti elektroniky, strojírenství, výroby plastů a potravinářského průmyslu. V posledních desetiletích se obec díky své atraktivní poloze rozvinula v rezidenční obec. Mnoho pracujících proto dojíždí za prací především do Lausanne a Morges.

## Doprava

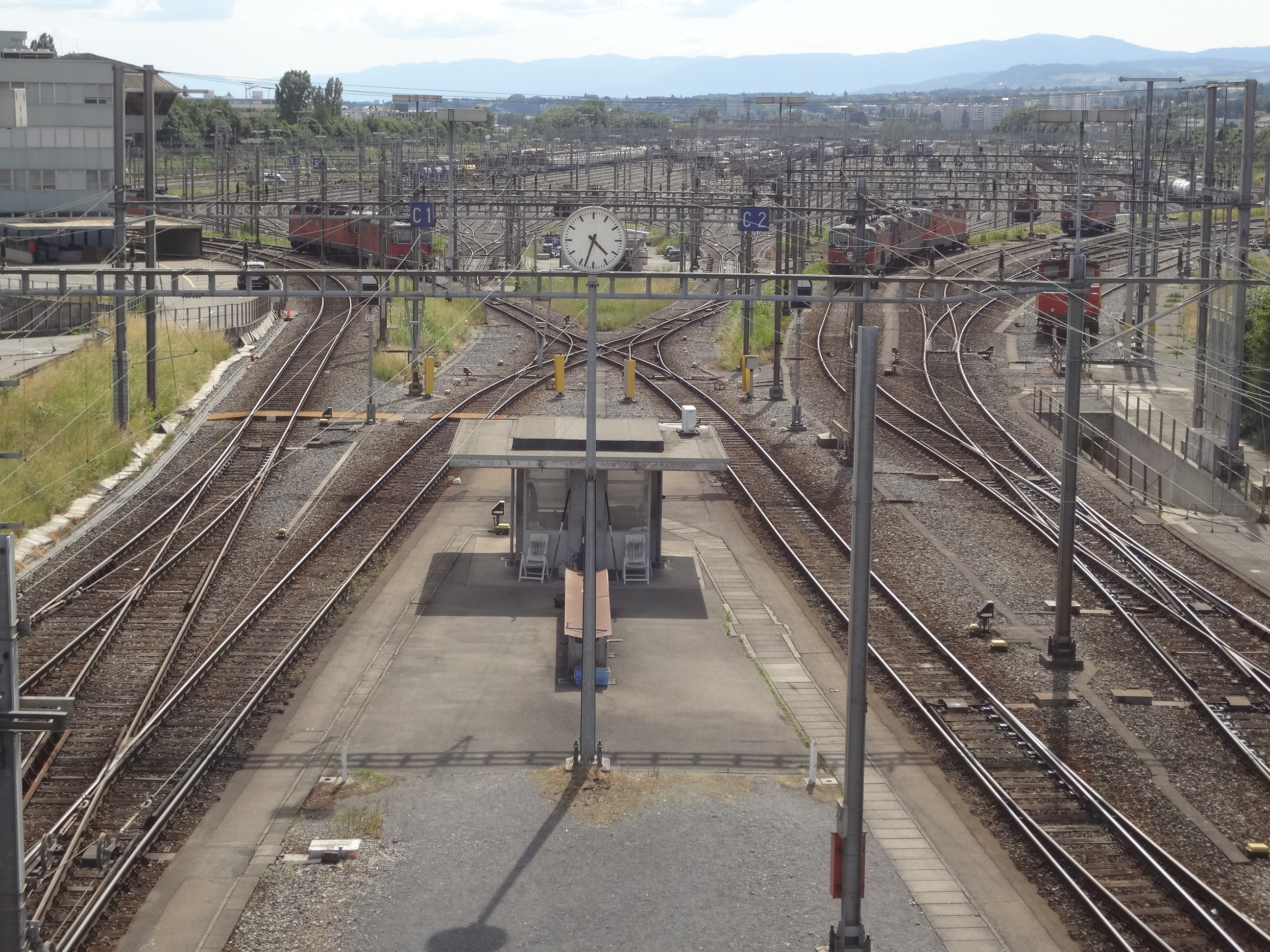
Seřaďovací nádraží Lausanne-Triage

Obec má dobré dopravní spojení. Je snadno dostupný z Morges. Jižní částí obce prochází dálnice A1 (Ženeva–Lausanne), která byla otevřena v roce 1964. Nejbližší dálniční napojení je v Morges a Crissier.
Úsek Renens–Morges železniční trati Lausanne–Ženeva byl otevřen 1. července 1855. Na trati se nachází zastávka Lonay-Préverenges, kterou obsluhují regionální vlaky. Velké seřaďovací nádraží SBB Lausanne-Triage bylo vybudováno v letech 1969–1971. S délkou kolejí přibližně 60 kilometrů zabírá asi 15 hektarů území obce Lonay; východní část leží na území obce Denges.